# Sainte-Croix (Canada)
Sainte-Croix è un comune del Canada, situato nella provincia del Québec, nella regione di Chaudière-Appalaches.